# Lester Selvage
Lester Revell "Les" Selvage (San Luis, Misuri, 7 de marzo de 1943 - San Luis, Misuri, 15 de enero de 1991) fue un jugador de baloncesto estadounidense que disputó dos temporadas en la ABA. Con 1.85 metros de estatura, jugaba en la posición de base.

## Trayectoria deportiva

### Universidad
Jugó durante dos temporadas con los Bulldogs de la Universidad Estatal de Truman, en las que promedió 20,8 puntos por partido, la segunda mejor marca de la historia de su universidad. En 1963 fue incluido en el mejor quinteto de la Mid-America Intercollegiate Athletics Association.

### Profesional
Tras no ser elegido en el 1964, se trasladó a California para trabajar en la Douglas Aircraft, aunque continuó jugando como aficionado en la Amateur Athletic Union, hasta que en 1967 los Anaheim Amigos de la ABA se fijaron en él y le ficharon.
En su primera temporada en el equipo promedió 14,0 puntos y 3,2 asistencias por partido, siendo el jugador que más triples lanzó y más anotó de toda la liga ese año, con 147 de 461 intentos, lanzando él sólo desde la línea de 3 puntos más veces que cada uno del resto de equipos de la liga salvo Pittsburgh Pipers, llegando a lanzar hasta 26 lanzamientos en un partido ante Denver Rockets, consiguiendo anotar 10.
Tras una temporada y media inactivo, regresó a las pistas ya con el equipo en Los Ángeles, para disputar cuatro partidos antes de retirarse definitivamente. Falleció en 1991 tras una breve enfermedad.

## Estadísticas de su carrera en la ABA

### Temporada regular
| Temporada | Edad | Equipo            | Liga | Pos. | P  | TIT | MIN  | TC  | TCA  | %TC  | 3P  | 3PA | %3P  | 2P  | 2PA | %2P  | TL  | TLA | %TL  | R.OF. | R.DEF. | REB | ASIS | ROB | TAP | PER | FP  | PTS  |
| 1967-68   | 24   | Anaheim Amigos    | ABA  | PG   | 78 |     | 31.2 | 4.8 | 13.4 | .355 | 1.9 | 5.9 | .319 | 2.9 | 7.5 | .384 | 2.6 | 3.6 | .741 |       |        | 2.8 | 3.2  |     |     | 2.5 | 3.1 | 14.0 |
| 1969-70   | 26   | Los Angeles Stars | ABA  | PG   | 4  |     | 4.3  | 1.0 | 3.5  | .286 | 0.0 | 1.0 | .000 | 1.0 | 2.5 | .400 | 0.0 | 0.0 |      | 0.0   | 0.5    | 0.5 | 1.3  |     |     | 0.3 | 0.5 | 2.0  |
| Total     |      |                   | ABA  |      | 82 |     | 29.9 | 4.6 | 12.9 | .354 | 1.8 | 5.7 | .316 | 2.8 | 7.2 | .384 | 2.5 | 3.4 | .741 | 0.0   | 0.5    | 2.7 | 3.1  |     |     | 2.4 | 2.9 | 13.5 |

### Playoffs
| Temporada | Edad | Equipo            | Liga | Pos. | P | TIT | MIN | TC  | TCA | %TC | 3P  | 3PA | %3P | 2P  | 2PA | %2P | TL | TLA | %TL | R.OF. | R.DEF. | REB | ASIS | ROB | TAP | PER | FP  | PTS |
| 1969-70   | 26   | Los Angeles Stars | ABA  | PG   | 1 |     | 1.0 | 0.0 | 0.0 |     | 0.0 | 0.0 |     | 0.0 | 0.0 |     |    | 0.0 | 0.0 |       |        |     | 0.0  | 0.0 |     |     | 0.0 | 0.0 |
| Total     |      |                   | ABA  |      | 1 |     | 1.0 | 0.0 | 0.0 |     | 0.0 | 0.0 |     | 0.0 | 0.0 |     |    | 0.0 | 0.0 |       |        |     | 0.0  | 0.0 |     |     | 0.0 | 0.0 |